# Cyrtoneurina trita
Cyrtoneurina trita är en tvåvingeart som beskrevs av Stein 1911. Cyrtoneurina trita ingår i släktet Cyrtoneurina och familjen husflugor. Inga underarter finns listade i Catalogue of Life.